# Pocillopora inflata
Pocillopora inflata là một loài san hô trong họ Pocilloporidae. Loài này được Glynn miêu tả khoa học năm 1999.